# Église Saint-Alban d'Auxerre
Pour les articles homonymes, voir Église Saint-Alban.
L'église Saint-Alban était une église catholique du Ve siècle située à Auxerre dans le département français de l'Yonne, dans le nord de la Bourgogne, région Bourgogne-Franche-Comté, en France.
Elle a été détruite après la Révolution.
Dans l'architecture d'Auxerre le nom de Saint-Alban est également associé à une tour de la première enceinte de la ville.

## Localisation
Cette église se trouvait dans l'angle sud-ouest de l'enceinte du IIIe siècle, près du palais des comtes d'Auxerre (qui a été construit longtemps après Saint-Alban) sur l'actuelle place du Maréchal Leclerc,.

## Histoire

### Fondation
Elle est fondée dans la première moitié du Ve siècle par l'évêque d'Auxerre saint Germain (418-448), qui y place des reliques de saint Alban, martyrisé en 283 ou 287, qu’il a apportées de Grande-Bretagne.

#### Peut-être la première église d'Auxerre
En 1992 Jean-Charles Picard suggère que la première église d'Auxerre est à l’emplacement de l’église Saint-Alban, dans l’angle sud-ouest du castrum. Son premier argument est qu'« il n'y a aucune raison de rechercher la première cathédrale d'Auxerre à l'extérieur de la ville » : mais on ne sait pas si elle a été ou non construite avant les remparts. Rappelons que lorsque saint Pèlerin arrive sur les lieux, Auxerre n'existe pratiquement pas ; Autricum est dans la plaine de Vallan au sud de la colline d'Auxerre, où passe la voie antique et où le terrain est fertile et arrosé par la bonne eau d'une branche du ru de Vallan. Cet endroit fournit les eaux les plus pures dans les alentours d'Auxerre ; ailleurs, celles-ci sont de qualité médiocre. Ainsi sur la colline d'Auxerre que les chrétiens colonisent lorsqu'ils deviennent plus nombreux, les seules sources d'eau sont l'étang de Saint-Vigile (au nord des futurs remparts) et la fontaine Saint-Germain. C'est leur ville qui reçoit les fortifications, et non l'Autricum de la plaine. L'invasion germanique de la région date de 276 ; elle est suivie de la première bagaude dans les années 284-286 (les bagaudes perdurent jusqu'au milieu du Ve siècle). L'enceinte entourant Auxerre est traditionnellement datée des IIIe – IVe siècle, sans plus de précision. Le besoin de protéger la ville par des remparts est clair pour le dernier quart du IIIe siècle, mais n'est pas antérieur à l'arrivée de saint Pèlerin.
Vers 890 un gros incendie détruit presque toute la ville, y compris la "chapelle" Saint-Alban.

### XIesiècle
Vers le XIe siècle le palais des comtes d'Auxerre est construit et l'église Saint-Alban devient la chapelle du château.
En avril 1023 un autre gros incendie ravage Auxerre. L'église Saint-Alban est la seule église de la ville à échapper à la destruction par le feu,,.
En 1072 ou en 1075 Auxerre est de nouveau détruite par un troisième gros incendie ; cette fois encore, l'église de Saint-Alban est épargnée, ainsi que la tour du même nom.

### XIIesiècle
En 1141 le comte Guillaume fait une donation aux religieux de l'abbaye Notre-Dame-la-D'Hors dans un acte fait « dans son château d'Auxerre, devant la basilique Saint-Alban ».
Elle n'est plus mentionnée après 1144.

### XVIIesiècle
Au XVIIe siècle la tour Saint-Alban, qui est l'une des tours de la première enceinte, est agrandie pour le palais comtal et devient une pièce maîtresse de ce dernier. Elle est détruite en 1617 pour faire place au bâtiment principal du palais de justice (actuellement partie de la mairie située place du Maréchal Leclerc). Mais il en reste la base derrière l'hôtel de ville.

## Divers
Des sarcophages proches
Des sarcophages trapézoïdaux  en  calcaire sont découverts lors de travaux en 1832. On ne sait pas s'ils sont les témoins d'une extension du cimetière de Saint-Eusèbe ou s'ils sont rattachés à la proximité de l'église Saint-Alban.